# 罗伯特·德尼罗
罗伯特·安东尼·德尼罗（英語：Robert Anthony De Niro，1943年8月17日—），美国男演员和制片人，擁有美國和意大利公民身份。
狄尼洛在1974年的電影《教父2》中飾演年輕的維托·柯里昂，為此他贏得奧斯卡最佳男配角獎。他與導演馬田·史高西斯的長期合作讓他在1980年電影《狂牛》中飾演杰克·拉莫塔而獲得奧斯卡最佳男主角獎。他於2003年獲得AFI終身成就獎、2010年獲得金球獎西席·地密爾獎，以及2016年獲得由總統巴拉克·奧巴馬頒發的總統自由勳章。
狄尼洛的第一部主要電影角色是運動電影《战鼓轻敲》（1973年）和史高西斯的犯罪電影《窮街陋巷》（1973年）。他因史高西斯執導的心理驚悚電影《計程車司機》（1976年）和《海角驚魂》（1991年）而被提名奧斯卡獎。迪尼路也因麥可·西米諾的越戰電影《獵鹿者》（1978年）、佩尼·馬歇爾的《無語問蒼天》（1990年）和大衛·歐·羅素的浪漫喜劇電影《失戀自作業》（2012年）而得到提名。他在史高西斯的犯罪電影《盜亦有道》（1990年）中飾演黑幫Jimmy Conway和黑色幽默電影《喜劇之王》（1983年）中飾演Rupert Pupkin，為他取得提名英國電影學院獎。
狄尼洛憑歌舞電影《紐約紐約》（1977年）、動作喜劇電影《午夜狂奔》（1988年）、黑幫喜劇電影《教父咪搞》（1999年）和喜劇電影《非常外父揀女婿》（2000年）而獲得四項提名金球獎最佳音樂及喜劇類電影男主角。其他著名的演出包括《1900 (電影)》（1976年）、《義薄雲天》（1984年）、《妙想天開》（1985年）、《戰火浮生》（1986年）、《義膽雄心》（1987年）、《盜火線》（1995年）和《賭國風雲》（1995年）。他曾導演和主演電影，例如犯罪電影《不一樣的童年》（1993年）和間諜電影《CIA驚天殺局》（2006年）。

## 早年
罗伯特·德尼罗出生於紐約曼哈頓，成長於小意大利。父母均是画家，父亲老罗伯特·德尼罗更兼雕塑家和诗人，抽象表现主义画家，于1993年逝世，享年71岁。
16岁时他跟随一个循环演出的剧团第一次以演戏賺钱。他第一次上电影是1963年拍摄的《结婚派对》，不过这部电影一直到1969年才放映。

## 電影事業

### 成名之前

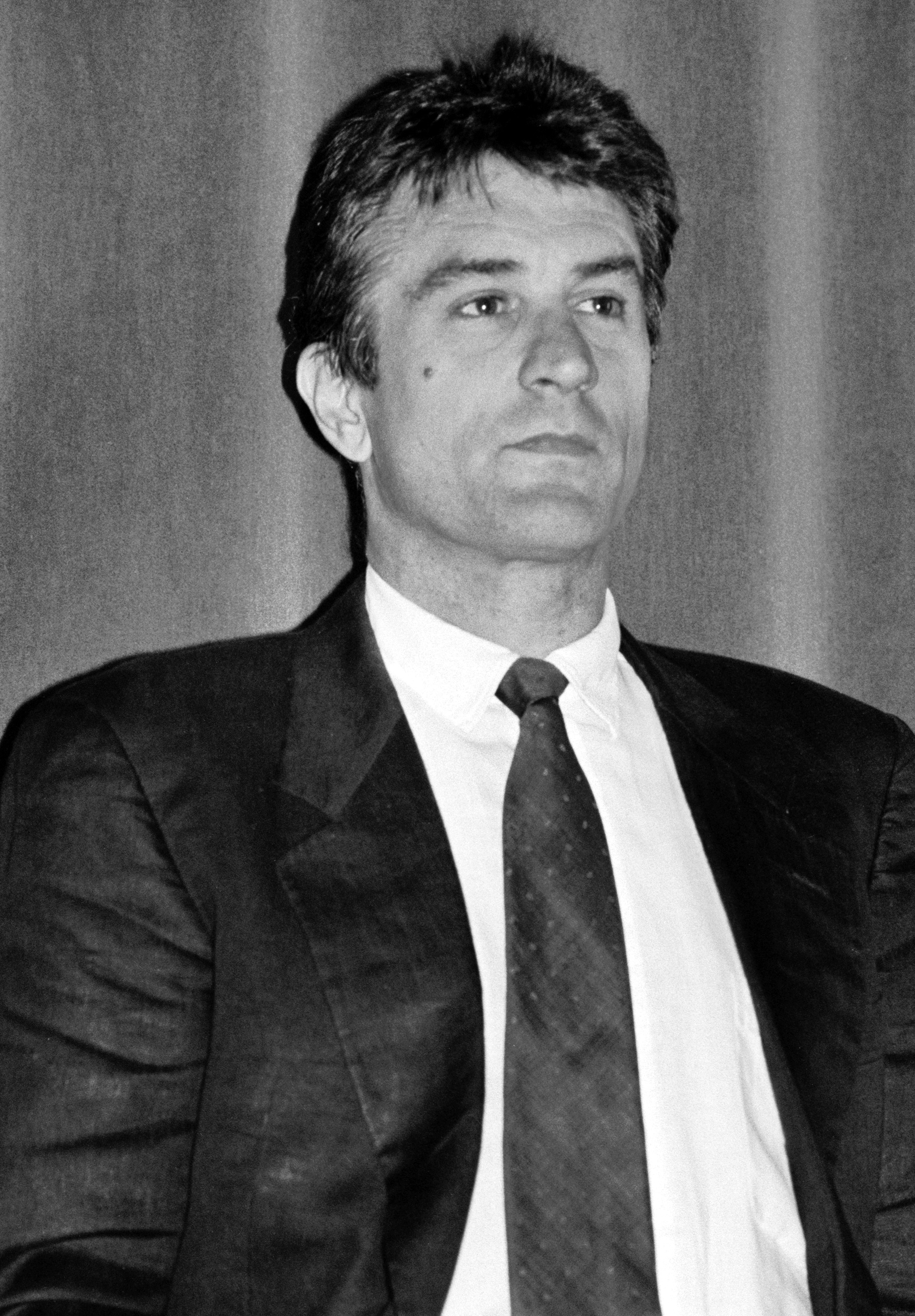
1988年德尼罗在纽约

德尼罗於1972年曾參與經典電影《教父》的試鏡，可惜落選，但亦因而給導演法蘭西斯·柯波拉留下很深印象。翌年德尼罗於《战鼓轻敲》中他扮演一位将死的棒球运动员廣受好評，更获得了纽约批评家最佳演员奖。同年他接拍日後的長期合作伙伴马丁·斯科塞斯导演的《穷街陋巷》，將街頭小混混Johnny Boy一角演得淋漓盡致，贏得國家影評人協會最佳男配角獎，二人更開始於荷里活備受關注。

### 《教父續集》、《計程車司機》
由於首集取得空前成功，法蘭西斯·柯波拉決定於1974年開拍《教父續集》，更邀請德尼罗扮演年輕時期的教父。为演活這角色，德尼罗赴意大利西西里島居住三個多月，更學習了一口流利的西西里語，更模仿其偶像馬龍·白蘭度於《教父》演出時的肢體語言和聲線，出色演技为他贏得奥斯卡最佳男配角奖，電影亦獲得了奥斯卡最佳電影，德尼罗迅即成了國際知名影星。
1976年德尼罗第二次與马丁·斯科塞斯合作，於《計程車司機》扮演從越戰回歸城市的退伍軍人崔維斯·拜寇（Travis Bickle），並廣泛被認定是其演員生涯中最經典的角色，同時更讓他獲得首個奧斯卡最佳男主角獎的提名，電影亦獲得康城影展最佳電影金棕櫚獎，至今亦於多個選舉和投票中被選为影史最佳電影之一。同年德尼罗亦於美國殿堂級導演伊力·卡山最後一部作品《銀色大亨》中擔任主角。
1977年德尼罗於《越戰獵鹿人》中再次扮演越戰軍人，這影片獲得奧斯卡最佳電影，德尼罗個人亦第二度獲得奧斯卡最佳男主角獎提名，而他在影片中挑戰俄羅斯輪盤中的情節亦廣為人所熟悉。
1980年德尼罗看過拳击手杰克·拉·玛的自傳後有意將其拍攝成電影，於是力勸马丁·斯科塞斯執導，最後成就了《愤怒的公牛》。德尼罗除了參與真實的拳擊訓練外，为演活年老退休後變得肥胖的杰克·拉·玛，更加重27公斤的體重演出。德尼罗憑這部電影的演出終獲得奧斯卡最佳男主角獎，至今其演出更被廣泛認定为影史最佳演出。

### 勇奪影帝後

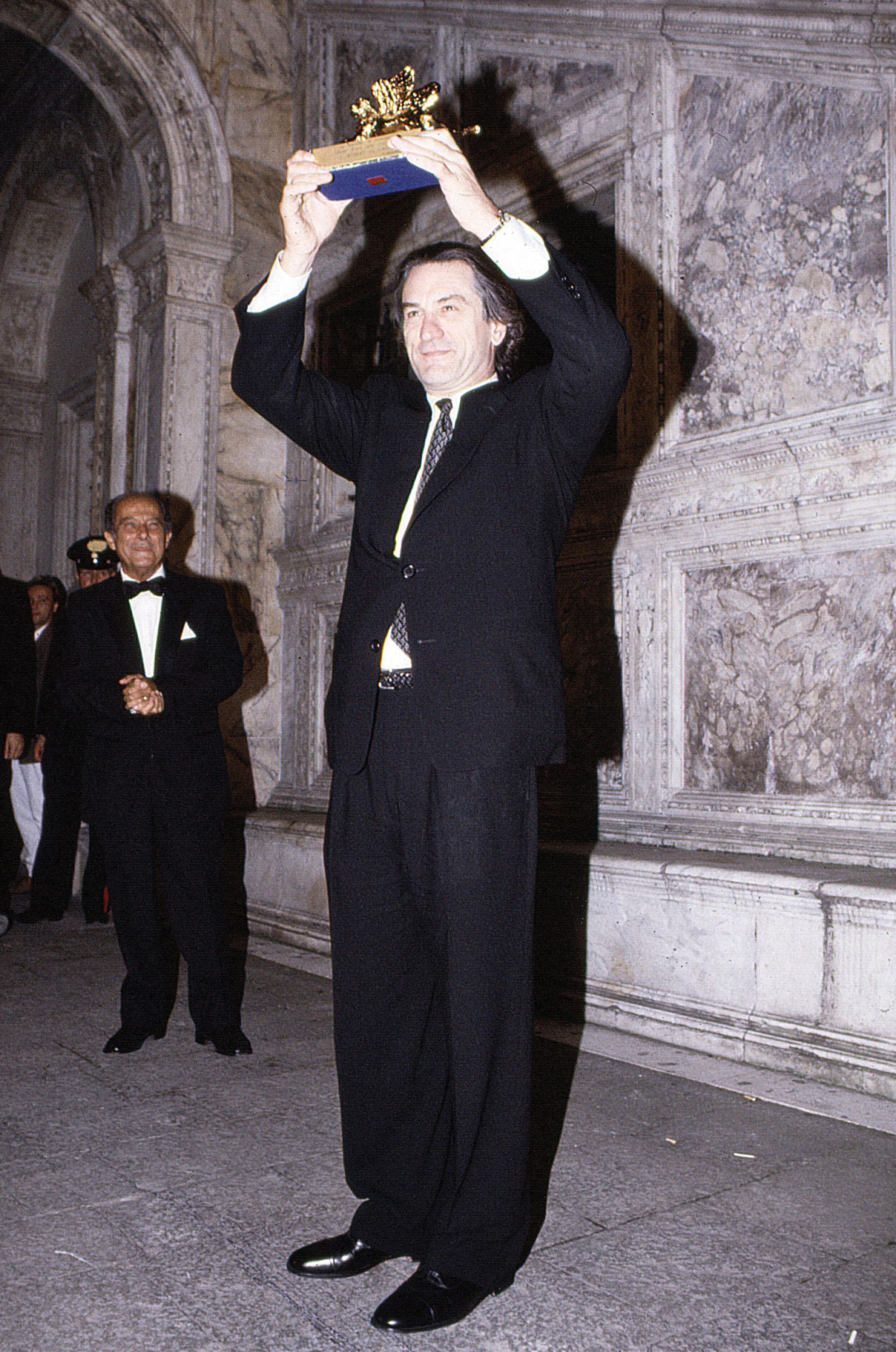

80年代德尼罗接拍電影的數量比70年代明顯更多，但獎項和代表作卻較少。1983年德尼罗參演马丁·斯科塞斯執導的《喜劇之王》，是其首次參與喜劇的演出。1984年德尼罗主演了經典西部片導演塞吉歐·李昂尼的史詩式遺作《四海兄弟》，是德尼罗於80年代的代表作。1986年德尼罗主演的《战火浮生》贏得了康城影展最佳電影金棕櫚獎，其演出卻沒有得到任何獎項。翌年他在《鐵面無私》再次增磅演出，扮演著名黑幫頭目艾爾·卡彭，角色的戲份雖少卻相當觸目，當中其以棒球棍殺人的情節更成为了經典場面。

### 再度回勇及首度執導
1990年德尼罗繼7年後再次與马丁·斯科塞斯合作，參與《盜亦有道》的演出，電影獲得空前的成功，被廣泛評为與《教父》同为影史上最佳的黑幫電影。同年德尼罗於《無語問蒼天》中作出突破性的嘗試，成功演活長年中風及後因藥物過敏而間歇性抽搐的病人，讓他獲得闊別十年的奧斯卡最佳男主角獎提名。翌年德尼罗於《海角驚魂》扮演強姦及殺人犯亦讓他連續兩年獲得奧斯卡最佳男主角獎提名。
1993年德尼罗首執導筒，執導電影《布朗克斯的故事》獲得好評，獲得著名影評人羅傑·伊伯特給予四星滿分的評價。1995年德尼罗與長期合作伙伴马丁·斯科塞斯最後一次於電影長片合作，與莎朗·史東於《賭城風雲》飾演夫婦。同年德尼罗與長久被認定作競爭對手的艾尔·帕西诺合演警匪片《烈火悍將》，德尼罗扮演匪徒而帕西诺則演探員，二人這次合作中只有三場對手戲，有趣的是二人在整部影片中沒有同時被拍攝在同一個鏡頭內。《烈火悍將》亦被廣泛認为是警匪電影的經典作之一。

### 轉攻喜劇
德尼罗在90年代中後期開始，已較少接拍荷里活一線導演的作品，接拍電影的質數有下降趨勢，獎項亦寥寥可數。當中主要出演的更是喜劇，不少作品如《門當父不對》系列、《老大靠邊閃》系列在票房上取得相當不俗的成績。值得一提的是，德尼罗於2001年於《大买卖》與馬龍·白蘭度合作演出，這是後者臨終前最後一部演出作品，亦是兩位影帝唯一一次合作。

### 再獲奧斯卡肯定
2010年代德尼罗依然主力接拍喜劇，但在曾合作的新世代演員布萊德利·古柏推薦下，接拍了由大衛·歐·羅素執導的《派特的幸福劇本》，這有別於十多年內德尼罗所接拍的喜劇，它獲得奧斯卡最佳電影等多項大獲的提名，擔任男配角的德尼罗更獲得了繼21年前以來、久違的奧斯卡金像獎提名，德尼罗於大衛·歐·羅素期後的兩部作品《瞞天大佈局》及《翻轉幸福》均有參演，兩部均獲得多項重要獎項的提名。德尼罗於輕喜劇《高年級實習生》的演出，更讓他獲得評論家選擇獎的「喜劇組最佳男主角」提名，這亦是德尼罗闊別多年的重要男主角獎項提名。

## 私生活

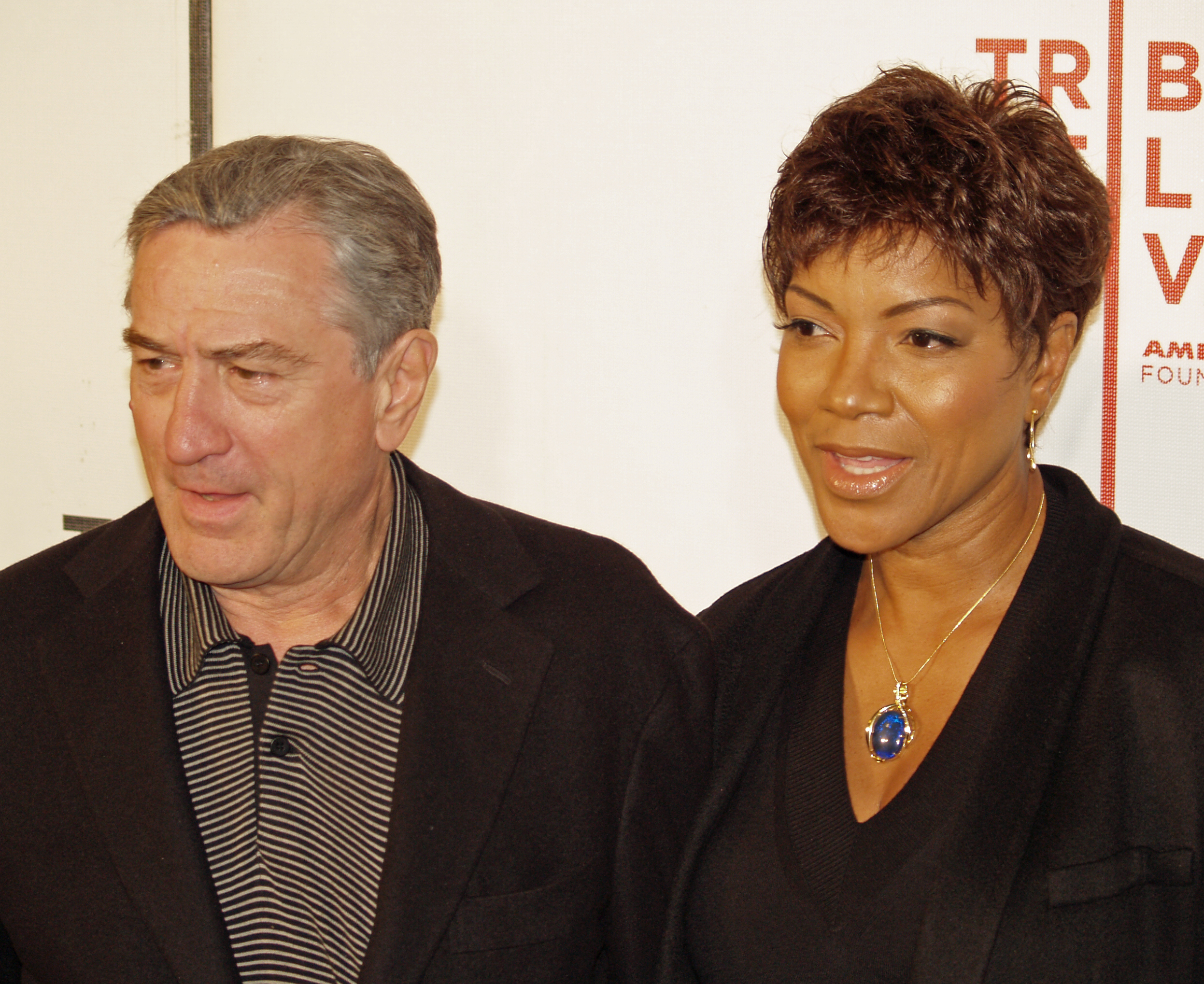
2008年5月，德尼罗与第二任妻子Grace Hightower在一起

德尼罗曾結過兩次婚；第一任妻子為美籍非裔演員戴安娜·阿伯特，兩人1976年結婚，1988年離婚，育有一子 Raphael，而德尼罗亦領養了阿伯特與她前夫所生的女兒 Drena；1988 年至 1996 年間與女友圖基·史密斯（Toukie Smith）通過代孕1995 年生下1對雙胞胎兒子 Julian 和 Aaron；第二任妻子為格蕾絲·海托華（Grace Hightower），兩人1997年結婚，育有一子（1998年出生），德尼罗於 1999 年提出離婚，並於 2001 年起訴 Hightower 要求兒子的監護權。然而，兩人解決了分歧 2004 年撤銷離婚，於 2011 年通過代孕生下了一女兒。兩人於 2018 年 11 月分居。
2006年10月21日獲意大利國籍。
2023年自爆「7度當爸」，保密孩子的性別、生日、名字及媽媽真實身分。

## 榮譽

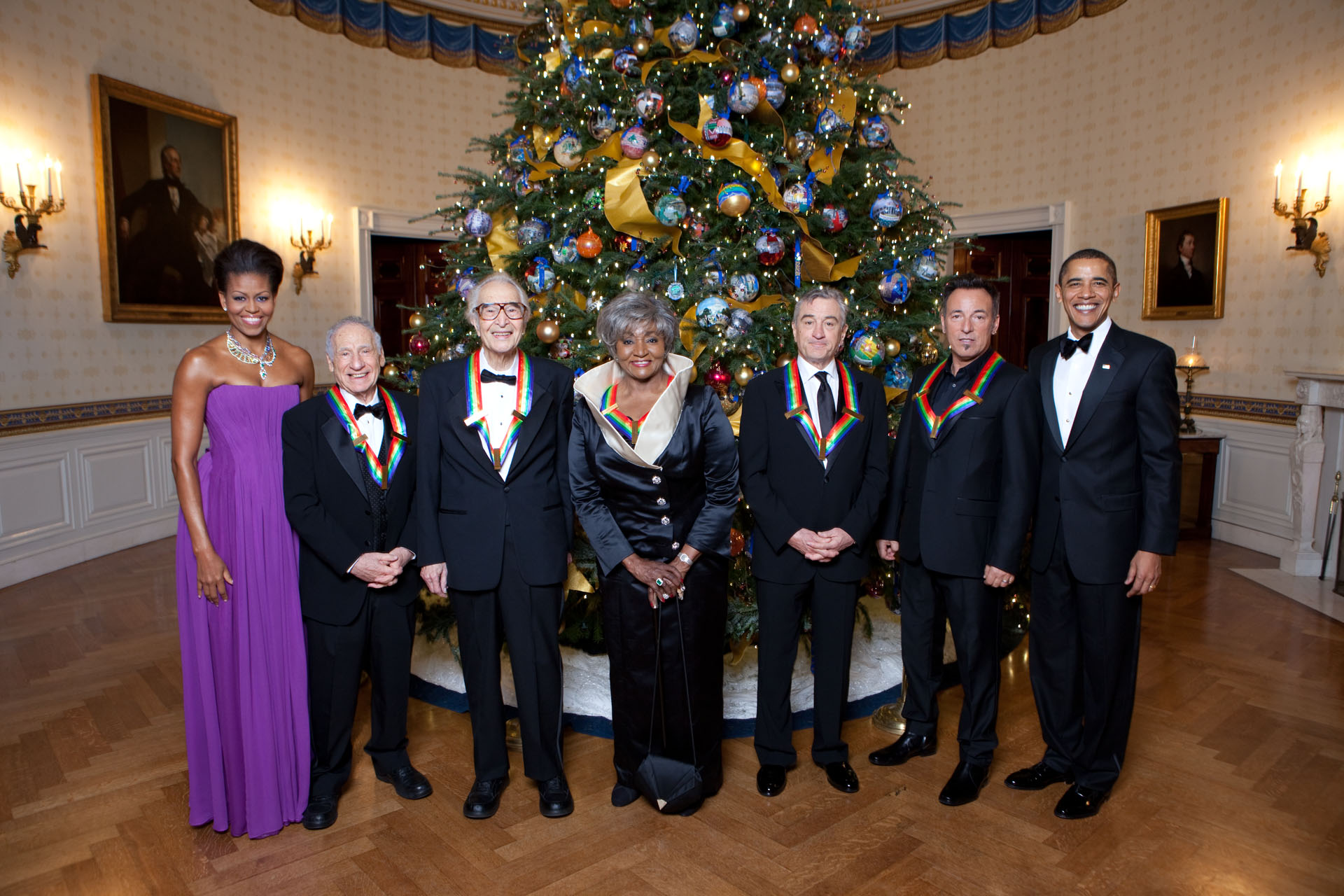
2009年肯尼迪中心荣誉奖获得者与奥巴马夫妇在白宫的合影，2009年12月6日

2003年，他获得美国电影学会颁发的AFI终身成就奖。
2009年12月，他与另外四人获得由总统奥巴马颁发的肯尼迪中心荣誉奖。
2010年11月9日，第68届金球獎終身成就獎（Cecil B. DeMille award）授予罗伯特·德尼罗（Robert De Niro）。德尼罗曾获得过八次金球奖提名，并凭借《愤怒的公牛》问鼎最佳男主角。颁奖典礼于2011年1月16日（周日）在贝弗利山的希尔顿酒店举行。
2011年5月，他担任第64届戛纳电影节主竞赛评审团主席，並於2025年榮獲榮譽金棕櫚獎。

## 作品列表

### 演員

#### 電影
| 年份 | 片名                         | 角色                                     | 附註             |
| ---- | ---------------------------- | ---------------------------------------- | ---------------- |
| 1965 | 《曼哈頓的三間屋》           | 餐館裡的顧客                             | 未掛名           |
| 1968 | 《少狼》                     | 嬉皮士                                   | 未掛名           |
| 1968 | 《帅气逃兵》                 | Jon Rubin                                |                  |
| 1969 | 《结婚派对》                 | Cecil                                    |                  |
| 1969 | 《山姆之歌》                 | Sam                                      |                  |
| 1970 | 《狂殺十萬里》               | Lloyd Barker                             |                  |
| 1970 | 《媽咪給窺嗎》               | Jon Rubin                                |                  |
| 1971 | 《我心爱的珍妮弗》           | Mardigian                                |                  |
| 1971 | 《天生大赢家》               | Officer Danny                            |                  |
| 1971 | 《黑社會風雲》               | Mario Trantino                           |                  |
| 1973 | 《戰鼓輕敲》                 | Bruce Pearson                            |                  |
| 1973 | 《窮街陋巷》                 | John "Johnny Boy" Civello                |                  |
| 1974 | 《教父2》                    | 維托·柯里昂                              |                  |
| 1976 | 《的士司機》                 | 崔維斯·拜寇                              |                  |
| 1976 | 《1900》                     | Alfredo Berlinghieri                     |                  |
| 1976 | 《銀色大亨》                 | Monroe Stahr                             |                  |
| 1977 | 《紐約，紐約》               | Jimmy Doyle                              |                  |
| 1978 | 《猎鹿人》                   | Michael "Mike" Vronsky                   |                  |
| 1980 | 《愤怒的公牛》               | 傑克·拉莫塔                              |                  |
| 1981 | 《打不開的鎖》               | Monsignor Desmond "Des" Spellacy         |                  |
| 1982 | 《喜劇之王》                 | Rupert Pupkin                            |                  |
| 1984 | 《美国往事》                 | 大衛·「麵條」·阿倫森                     |                  |
| 1984 | 《墜入情網》                 | Frank Raftis                             |                  |
| 1985 | 《妙想天开》                 | Archibald "Harry" Tuttle                 |                  |
| 1986 | 《战火浮生》                 | Rodrigo Mendoza                          |                  |
| 1987 | 《天使心》                   | Louis Cyphre                             |                  |
| 1987 | 《铁面无私》                 | 艾爾·卡彭                                |                  |
| 1988 | 《午夜狂奔》                 | Jack Walsh                               |                  |
| 1989 | 《越戰傷痕》                 | Joseph "Jacknife" Megessey               |                  |
| 1989 | 《我们不是天使》             | Ned                                      | 兼執行製片人     |
| 1990 | 《史丹利與愛莉絲》           | Stanley Everett Cox                      |                  |
| 1990 | 《盜亦有道》                 | 詹姆斯·「绅士吉米」·康威                 |                  |
| 1990 | 《無語問蒼天》               | Leonard Lowe                             |                  |
| 1991 | 《真實一瞬間》               | David Merrill                            |                  |
| 1991 | 《浴火赤子情》               | Donald "Shadow" Rimgale                  |                  |
| 1991 | 《恐怖角》                   | 麥斯·卡迪                                | 兼監製（未掛名） |
| 1992 | 《瘋狂銀色夢》               | Evan M. Wright                           | 兼監製           |
| 1992 | 《四海本色》                 | Harry Fabian                             |                  |
| 1993 | 《瘋狗馬子》                 | Wayne "Mad Dog" Dobie                    |                  |
| 1993 | 《這個男孩的生活》           | Dwight Hansen                            |                  |
| 1993 | 《布朗克斯的故事》           | Lorenzo Anello                           | 兼導演和監製     |
| 1994 | 《瑪麗·雪萊之科學怪人》      | 人造人                                   | 兼總監製         |
| 1995 | 《101夜》                    | Le Mari de la Star-Fantasme en Croisière |                  |
| 1995 | 《賭城風雲》                 | Sam "Ace" Rothstein                      |                  |
| 1995 | 《盜火線》                   | Neil McCauley                            |                  |
| 1996 | 《烈火終結令》               | Gilbert "Gil" Renard                     |                  |
| 1996 | 《豪情四兄弟》               | Father Bobby Carillo                     |                  |
| 1996 | 《親親壞姐妹》               | Dr. Wally                                | 兼監製           |
| 1997 | 《警察帝國》                 | Lieutenant Moe Tilden                    |                  |
| 1997 | 《黑色終結令》               | Louis Gara                               |                  |
| 1997 | 《桃色風雲搖擺狗》           | Conrad Brean                             | 兼監製           |
| 1998 | 《烈愛風雲》                 | 亚瑟·拉斯蒂格                            |                  |
| 1998 | 《冷血悍將》                 | CIA Agent Sam Regazolli                  |                  |
| 1999 | 《老大慢半拍》               | Paul Vitti                               |                  |
| 1999 | 《教父咪搞》                 | Walter Koontz                            | 兼監製           |
| 2000 | 《鹿兄鼠弟》                 | 無畏領袖                                 | 兼監製           |
| 2000 | 《怒海潛將》                 | Chief Leslie William "Billy" Sunday      |                  |
| 2000 | 《門當父不對》               | Jack Tiberius Byrnes                     | 兼監製           |
| 2001 | 《千鈞一刻》                 | Detective Eddie Flemming                 |                  |
| 2001 | 《鬼計神偷》                 | Nick Wells                               |                  |
| 2002 | 《好戲上場》                 | Detective Mitch Preston                  |                  |
| 2002 | 《疑雲重重》                 | 文生·安東尼·拉馬卡                       |                  |
| 2002 | 《老大靠邊閃2︰歪打正著》    | Paul Vitti                               |                  |
| 2004 | 《嬰魂》                     | Dr. Richard Wells                        |                  |
| 2004 | 《鲨鱼黑帮》                 | Don Lino                                 | 配音             |
| 2004 | 《非常外父生擒霍老爺》       | Jack Tiberius Byrnes                     | 兼監製           |
| 2004 | 《聖路易之橋》               | The Archbishop of Lima                   |                  |
| 2005 | 《捉迷藏》                   | David Callaway / Charlie                 |                  |
| 2006 | 《特務風雲：中情局誕生秘辛》 | General Bill Sullivan                    | 兼導演和監製     |
| 2006 | 《亚瑟和他的迷你王国》       | Emperor Sifrat XVI                       | 配音             |
| 2007 | 《星塵傳奇》                 | Captain Shakespeare                      |                  |
| 2008 | 《世紀交鋒》                 | Detective Tom "Turk" Cowan               |                  |
| 2008 | 《顛覆瘋雲》                 | Ben                                      | 兼監製           |
| 2009 | 《天倫之旅》                 | Frank                                    |                  |
| 2010 | 《絕煞刀鋒》                 | Senator John McLaughlin                  |                  |
| 2010 | 《色獄心機》                 | Jack Mabry                               |                  |
| 2010 | 《拜见岳父大人3》            | Jack Tiberius Byrnes                     | 兼監製           |
| 2011 | 《真愛跨世代》               | Adrian                                   |                  |
| 2011 | 《铁血精英》                 | Hunter                                   |                  |
| 2011 | 《藥命效應》                 | Carl Van Loon                            |                  |
| 2011 | 《新年前夜》                 | Stan Harris                              |                  |
| 2012 | 《那些老爸沒教的事》         | Jonathan Flynn                           |                  |
| 2012 | 《第7度感應》                | Simon Silver                             |                  |
| 2012 | 《黑白無間》                 | Sarcone                                  |                  |
| 2012 | 《乌云背后的幸福线》         | Patrizio "Pat" Solitano Sr.              |                  |
| 2013 | 《婚禮大聯矇》               | Don Griffin                              |                  |
| 2013 | 《復仇人獵人》               | Colonel Ben Ford                         |                  |
| 2013 | 《别惹我》                   | Giovanni Manzoni / Fred Blake            |                  |
| 2013 | 《最后的维加斯》             | Patrick "Paddy" Connors                  |                  |
| 2013 | 《美国骗局》                 | Victor Tellegio                          | 未掛名           |
| 2013 | 《旗鼓相当》                 | Billy "The Kid" McDonnen                 |                  |
| 2014 | 《血殺客》                   | Dragna                                   |                  |
| 2015 | 《選角風雲》                 | 他自己                                   | 短片             |
| 2015 | 《高年級實習生》             | Ben Whittaker                            |                  |
| 2015 | 《關鍵救援：巴士657》        | Frank "The Pope" Silva                   |                  |
| 2015 | 《翻轉幸福》                 | Rudy Mangano                             |                  |
| 2016 | 《阿公歐買尬》               | Lt. Col. Richard "Dick" Kelly            |                  |
| 2016 | 《光榮擂台》                 | 雷·阿賽爾                                |                  |
| 2016 | 《喜劇明星》                 | Jakov Berkowitz / Jackie Burke           |                  |
| 2019 | 《小丑》                     | Murray Franklin                          |                  |
| 2019 | 《愛爾蘭人》                 | 法蘭克·「愛爾蘭人」·希蘭                 | 兼監製           |
| 2020 | 《阿公當家》                 | Ed Marino                                |                  |
| 2020 | 《詐製片家》                 | Max Barber                               |                  |
| 2020 | 《新娘的父亲》               | James                                    | 短片             |
| 2022 | 《阿姆斯特丹》               | Gil Dillenbeck                           |                  |
| 2022 | 《野蠻救贖》                 | Sheriff Mike Church                      |                  |
| 2023 | 《花月殺手》                 | 威廉·金·哈爾                             |                  |
| 2023 | 《義美超級爸》               | Salvo Maniscalco                         |                  |
| 2023 | 《艾茲拉》                   | Stan                                     |                  |
| 2025 | 《{黑道中人》                | 維多·吉諾維斯／弗兰克·科斯特洛           |                  |
| 2025 | 《铁驭神兵》                 | Ashburn                                  |                  |
| TBA  | 《耳语者》                   |                                          |                  |

#### 電視
| 年份      | 節目名                                                    | 角色             | 附註                        |
| --------- | --------------------------------------------------------- | ---------------- | --------------------------- |
| 2001      | 《芝麻街》                                                | 他自己           | 單集：〈Hurricane, Part 3〉 |
| 2002–2010 | 《週六夜現場》                                            | 他自己（主持人） | 3集                         |
| 2006      | 《臨時演員》                                              | 他自己           | 單集：〈Jonathan Ross〉     |
| 2011      | 《超級製作人》                                            | 他自己           | 單集：〈正義牛仔閃電行動〉  |
| 2015      | 《週六夜現場40週年特別節目》                              | 他自己           | 電視特輯                    |
| 2017      | 《龐氏騙局》                                              | 伯納·馬多夫      | 電視電影；兼執行製片人      |
| 2017      | 《僅此一夜：亞歷·鮑德溫》（One Night Only: Alec Baldwin） | 他自己           | 電視特輯                    |
| 2023      | 《生活大不了》                                            | Vincent Parisi   | 5集                         |
| 2025      | 《週六夜現場50週年特別節目》                              | 他自己           | 電視特輯                    |
| 2025      | 《零日風暴》                                              | George Mullen    | 迷你劇；兼執行製片人        |

#### 紀錄片
| 年份 | 片名                                                                                        | 角色             | 附註 |
| ---- | ------------------------------------------------------------------------------------------- | ---------------- | ---- |
| 1965 | 《遭遇》（Encounter）                                                                       | 侄子             | 短片 |
| 1987 | 《越南家書》                                                                                | Great Sewer      | 配音 |
| 1998 | 《悲喜人生：兰尼·布鲁斯》                                                                   | 旁白             |      |
| 2002 | 《9/11》                                                                                    | 他自己（主持人） |      |
| 2003 | 《漢斯·霍夫曼：藝術家與教師，教師與藝術家》（Hans Hofmann: Artist/Teacher, Teacher/Artist） | 旁白             |      |
| 2011 | 《B級教父》                                                                                 | 他自己           |      |
| 2014 | 《世界存亡一指間》                                                                          | 他自己           |      |
| 2014 | 《缅怀艺术家：老罗伯特·德尼罗》（Remembering the Artist: Robert De Niro, Sr.）              | 他自己           | 短片 |
| 2015 | 《爱丽丝岛》                                                                                | 他自己           | 短片 |

### 僅製片人
| 年份 | 片名                        | 附註                 |
| ---- | --------------------------- | -------------------- |
| 1992 | 《霹靂心》                  | 監製                 |
| 1993 | 《紐約月夜情》              | 監製；未掛名         |
| 1995 | 《還我本色》                | 監製；未掛名         |
| 1996 | 《非常背叛》                | 監製                 |
| 1998 | 《黑幫終結令》              | 電視電影；執行製片人 |
| 1999 | 《導演萬萬歲》              | 監製                 |
| 2000 | 《假日之心》                | 電視電影；執行製片人 |
| 2001 | 《監獄之歌》                | 監製                 |
| 2002 | 《單親插班生》              | 監製                 |
| 2004 | 《美麗舞台》                | 監製                 |
| 2005 | 《吉屋出租》                | 監製                 |
| 2009 | 《頭號公敵》                | 執行製片人           |
| 2012 | 《警界雏鹰》                | 電視劇；執行製片人   |
| 2014 | 《非關男孩》                | 執行製片人           |
| 2015 | 《為了正義》（For Justice） | 電視電影；執行製片人 |
| 2018 | 《昆西·瓊斯》               | 紀錄片；監製         |
| 2019 | 《別人眼中的我們》          | 執行製片人           |

## 奖项

### 奥斯卡
- 1974年：《教父2》-最佳男配角奖
- 1976年：《計程車司機》-最佳男主角提名
- 1978年：《猎鹿人》-最佳男主角提名
- 1980年：《愤怒的公牛》-最佳男主角奖
- 1990年：《無語問蒼天》-最佳男主角提名
- 1991年：《海角驚魂》-最佳男主角提名
- 2012年：《乌云背后的幸福线》-最佳男配角提名
- 2020年：《愛爾蘭人》-最佳影片提名
- 2023年：《花月殺手》-最佳男配角提名

### 金球奖
- 1976年：《計程車司機》-剧情类最佳男主角提名
- 1978年：《纽约，纽约》-音乐或喜剧类最佳男主角提名
- 1979年：《猎鹿人》-剧情类最佳男主角提名
- 1981年：《愤怒的公牛》-剧情类最佳男主角奖
- 1989年：《午夜狂奔》-音乐或喜剧类最佳男主角提名
- 1991年：《海角驚魂》-剧情类最佳男主角提名
- 2000年：《老大靠邊閃》-音乐或喜剧类最佳男主角提名
- 2001年：《門當父不對》-音乐或喜剧类最佳男主角提名
- 2011年：塞西尔·B·德米尔奖
- 2018年：《謊言教父馬多夫（英语：The Wizard of Lies）》-最佳有限劇集或電視電影男主角（英语：Primetime Emmy Award for Outstanding Lead Actor in a Limited Series or Movie）提名
- 2020年：《愛爾蘭人》-最佳劇情類電影提名
- 2023年：《花月殺手》-最佳電影男配角提名

### BAFTA奖
- 1976年：《教父2》-最佳新人提名
- 1977年：《計程車司機》-最佳男主角提名
- 1979年：《猎鹿人》-最佳男主角提名
- 1982年：《愤怒的公牛》-最佳男主角提名
- 1984年：《喜剧之王》-最佳男主角提名
- 1990年：《盜亦有道》-最佳男主角提名
- 2023年：《花月殺手》-最佳男配角提名